# الوزن الخفيف (فنون القتال المختلطة)
الوزن الخفيف (بالإنجليزية: Lightweight) هي فئة وزن في فنون القتال المختلطة. بطولة القتال النهائي (UFC) تعتبر المتسابقين الذين تتراوح أوزانهم بين 146–155 رطلاً (66–70 كجم) ضمن هذا الوزن.